# Faïence de Sinceny

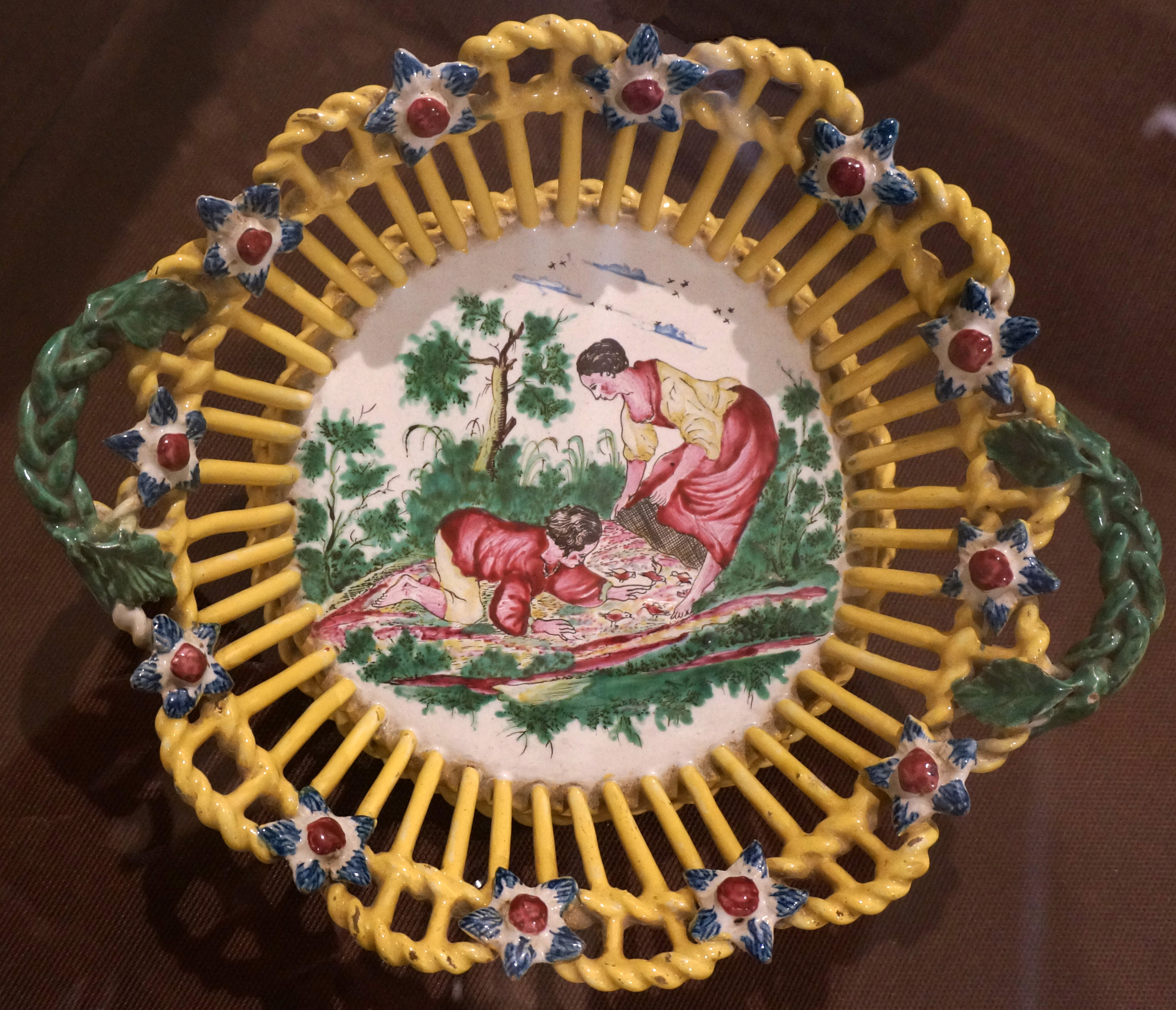
Corbeille à bord torsadé exposée au musée d'Art et d'Archéologie de Laon.

La faïence de Sinceny est une production céramique créée, à partir de 1737, dans le village de Sinceny, dans le département de l'Aisne, région Hauts-de-France.

## Historique
En 1737, le seigneur de Sinceny et ancien gouverneur de Chauny, Jean-Baptiste Fayard acquiert une patente royale pour produire de la céramique. Il fait venir des artisans des fabriques de Rouen et de Nevers.
La fabrication est confiée à Pierre Pellevé, originaire de Rouen qui sera remplacé, de 1743 à 1781, par Léopold Malriat, lorrain lui-même formé à Rouen.
La faïence de grand feu fait la renommée de Sinceny au milieu du XVIIIe siècle, grâce à des artistes comme Pierre Chapelle ou Claude Borne. 
La fabrication se poursuit dans la "Manufacture du château" jusqu'en 1866 et dans d'autres ateliers environnants jusqu'en 1887.

## Caractères stylistiques
À cause de l'origine commune des artisans et artistes, la faïence de Sinceny est souvent indiscernable des productions de Rouen de la même époque.

## En images

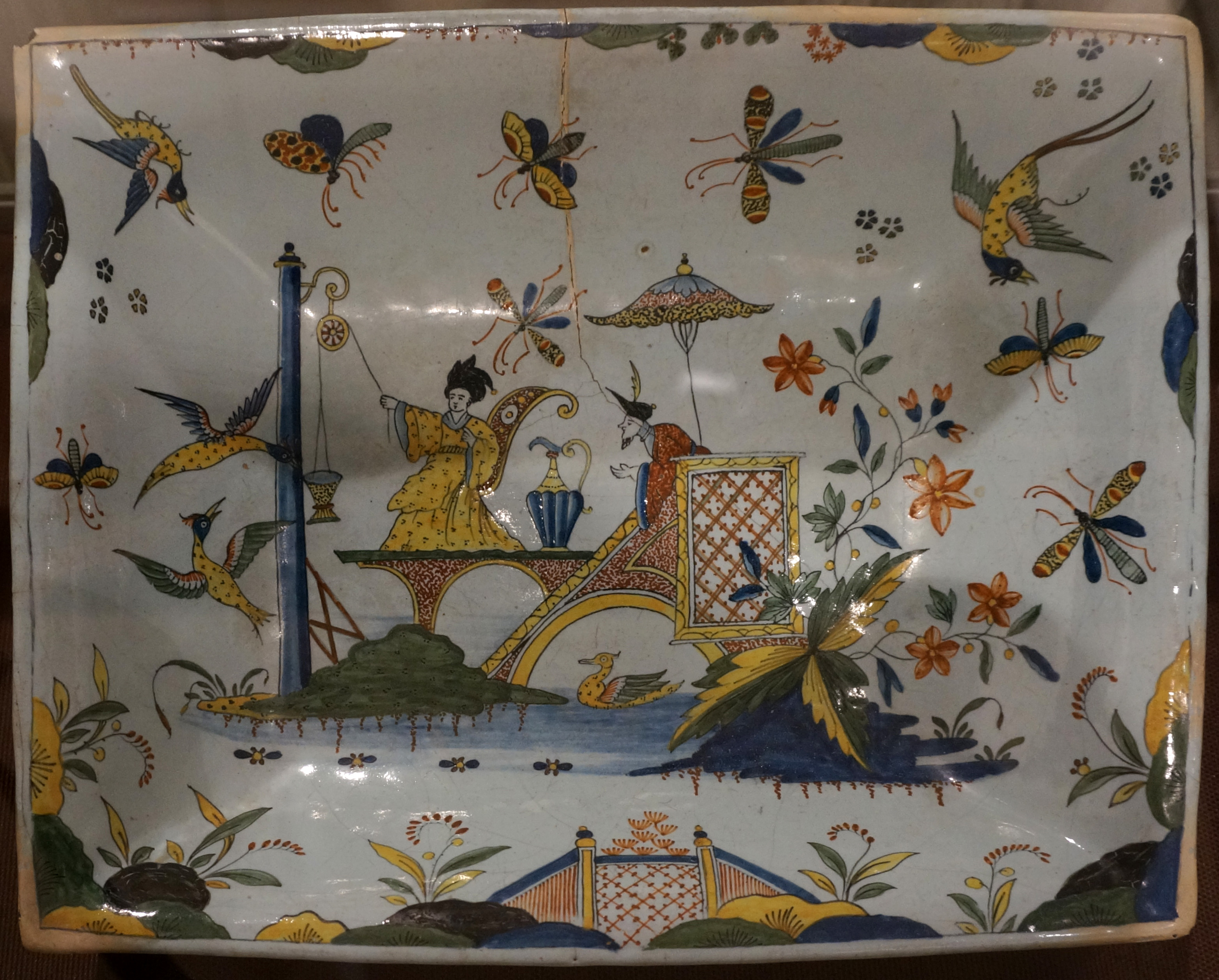
Décor dans le style chinois, production de 1745.
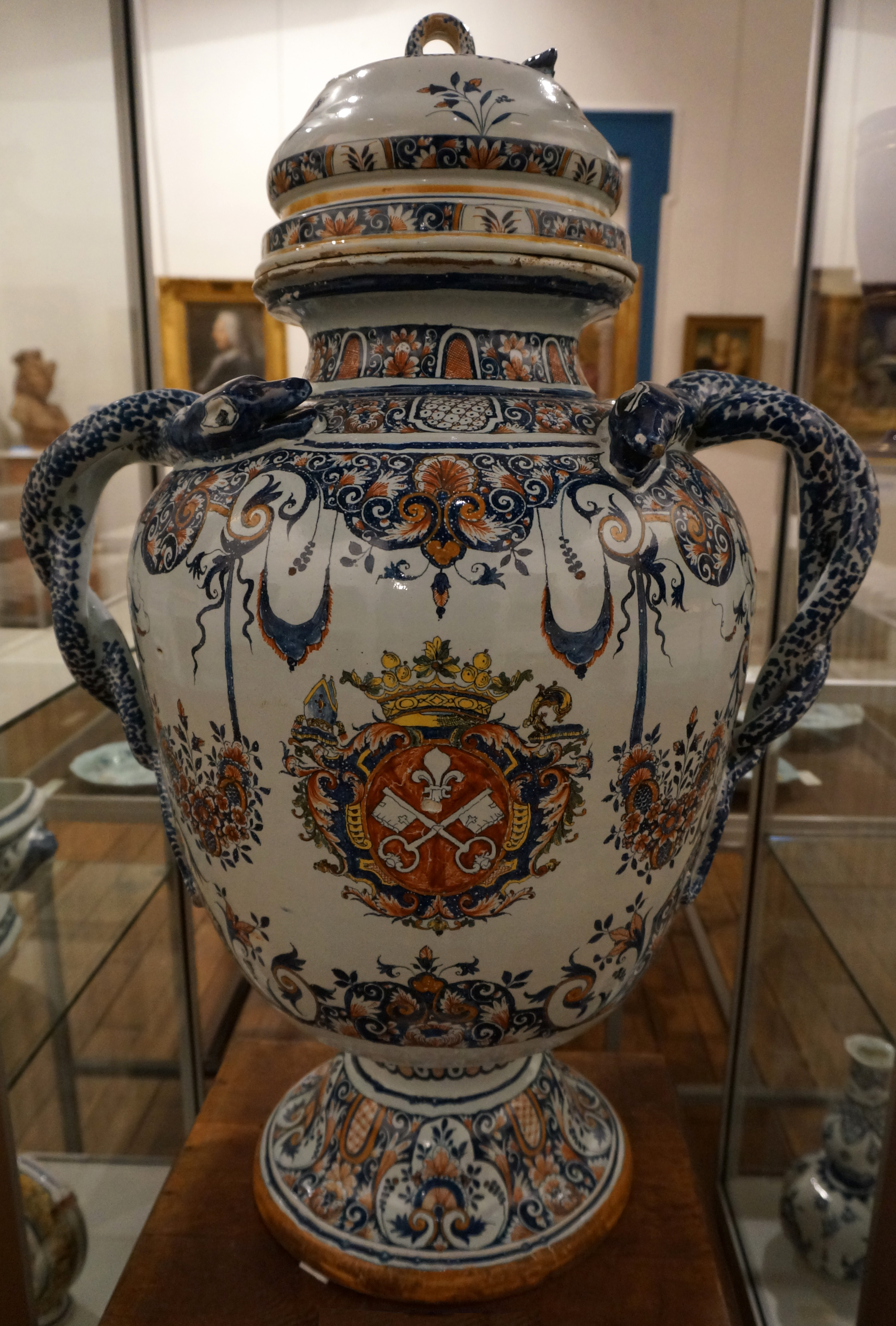
Vase à thériaque de 1732.
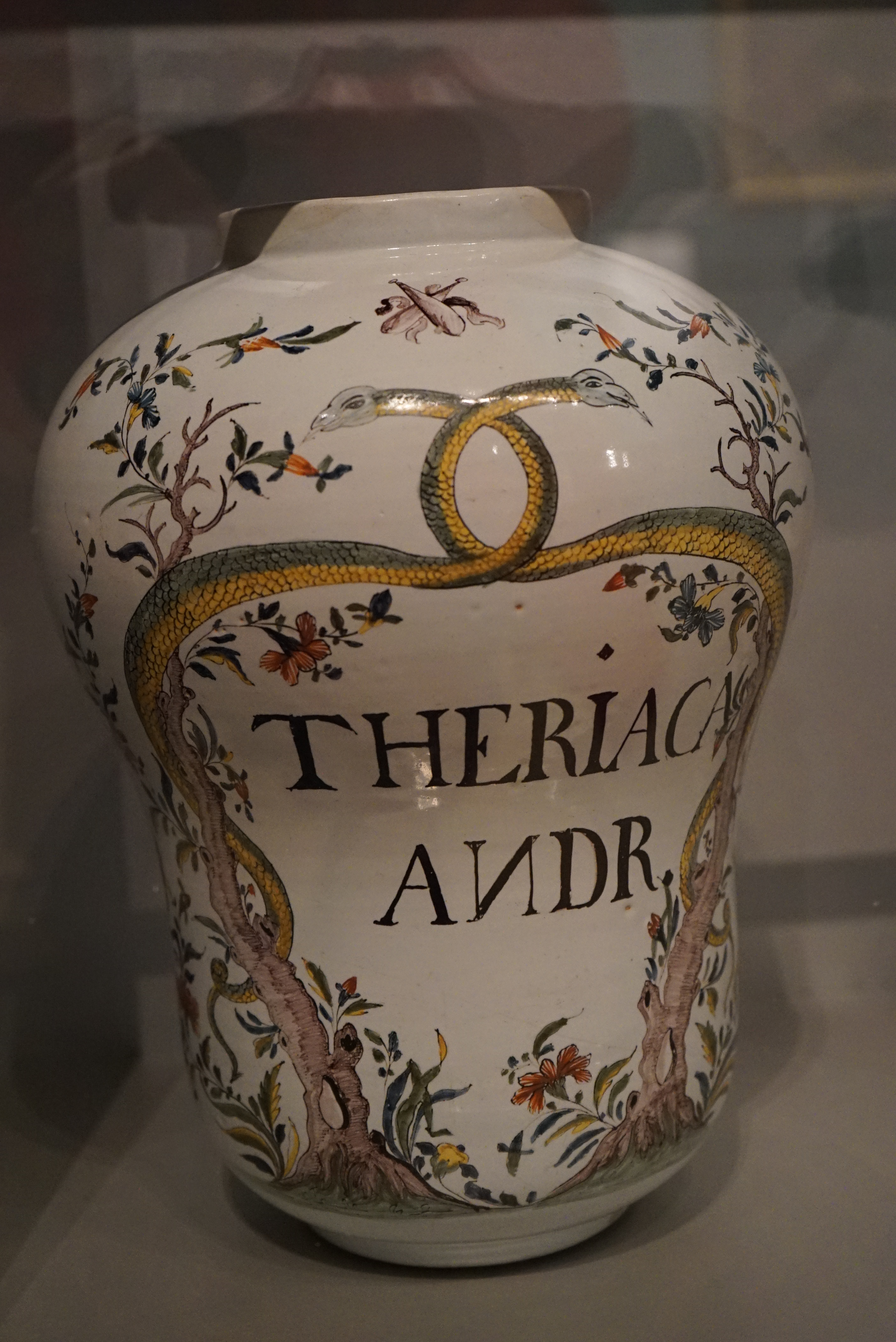
Pot à pharmacie au musée des Beaux-Arts de Reims.